# Umberleigh
Umberleigh – wieś w Anglii, w hrabstwie Devon, w dystrykcie North Devon, położona nad rzeką Taw. Leży 44 km na północny zachód od miasta Exeter i 275 km na zachód od Londynu.